# ホザキカナワラビ
ホザキカナワラビ Arachnoides dimorphophylla はオシダ科のシダ植物。胞子葉が細長くはっきり区別できるのが特徴である。

## 特徴
常緑の多年生草本。根茎は短く横に這い、表面に褐色の鱗片を密生している。葉は栄養葉と胞子葉の2形がはっきりしている。葉は互いに接近して出て、胞子葉は栄養葉より高く抜き出る。
栄養葉
葉柄は長さ15-30cmで、これは葉身と同程度かやや短く、藁色でやや光沢がある。葉身は長楕円状披針形で先端に向けて幅狭くなり、長さ20-40cm、幅8-12cm。2回羽状複生。小羽片は広い楕円形で先端は丸くなっており、ただし縁には鋸歯が並び、その先端は刺状にとがるか、あるいは様々な程度に裂ける。また栄養葉の葉身の先端近くからは往々に無性芽を生じる。
胞子葉
葉柄は葉身より明らかに長くて長さ20-50cmに達する。葉身は披針形から広披針形で長さ20-25cm、幅5-10cm。羽片は大きく間隔を開けて付き、小羽片は長楕円形で長さ5-12mm、幅2-3mm、縁には鋸歯があるか浅く裂ける。』は質は厚い硬紙質でその表側の面には毛も鱗片も出ない。胞子嚢群は小羽片の中肋の近くに生じ、包膜は円腎形で縁に不規則な凹凸がある。
和名は胞子葉が披針形をしていることによる。

## 分布と生育環境
琉球列島の、それも沖縄諸島のみに見られる固有種である。基準産地は名護岳である。より具体的には沖縄本島と近くにある慶良間諸島のうち座間味島、渡嘉敷島から知られている。初島(1975)には沖縄、西表とあるが、以降の書には西表をあげているものはない。
山地の森林下の、やや乾燥した場所に生育している。

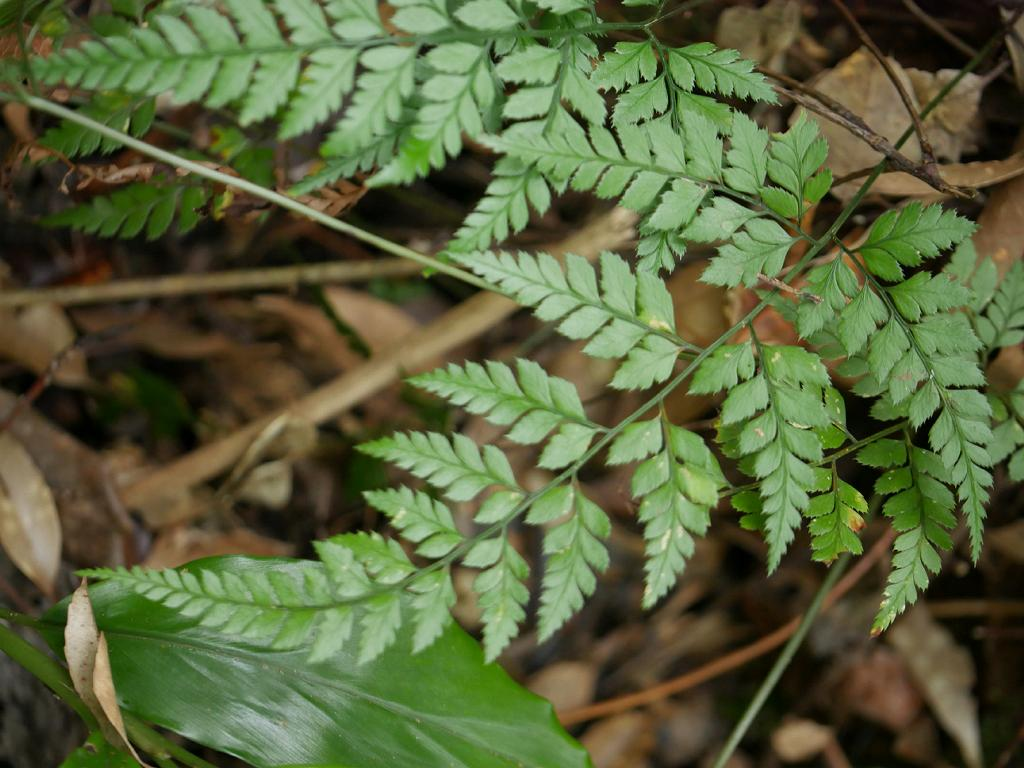
栄養葉の葉身
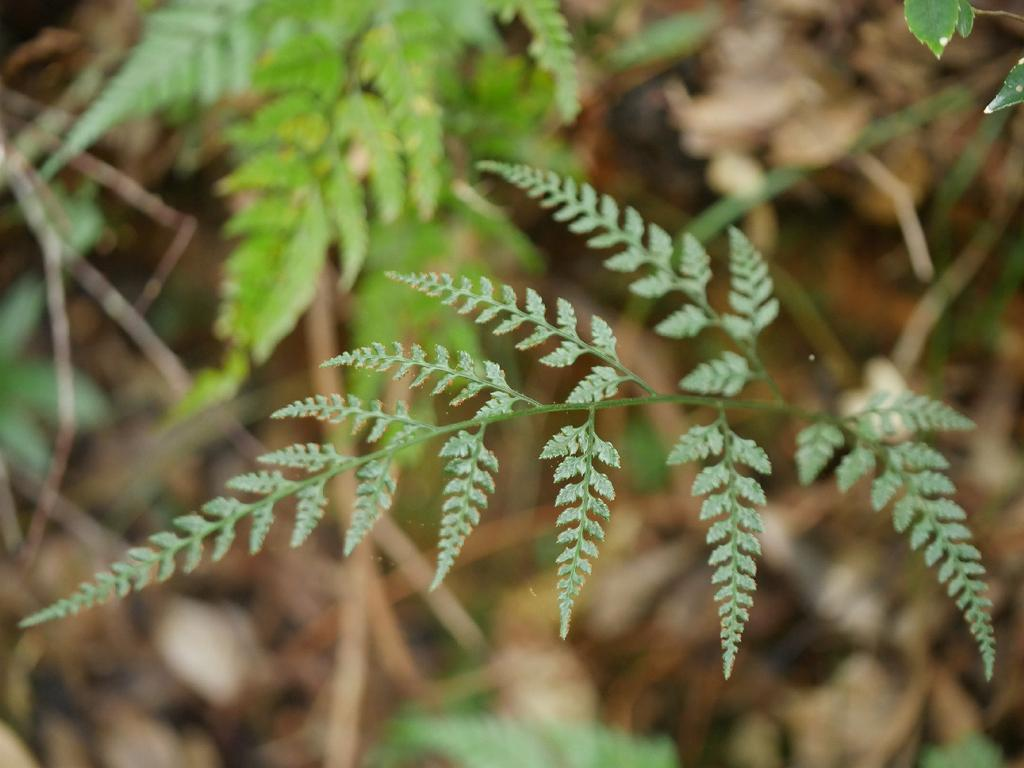
胞子葉の葉身
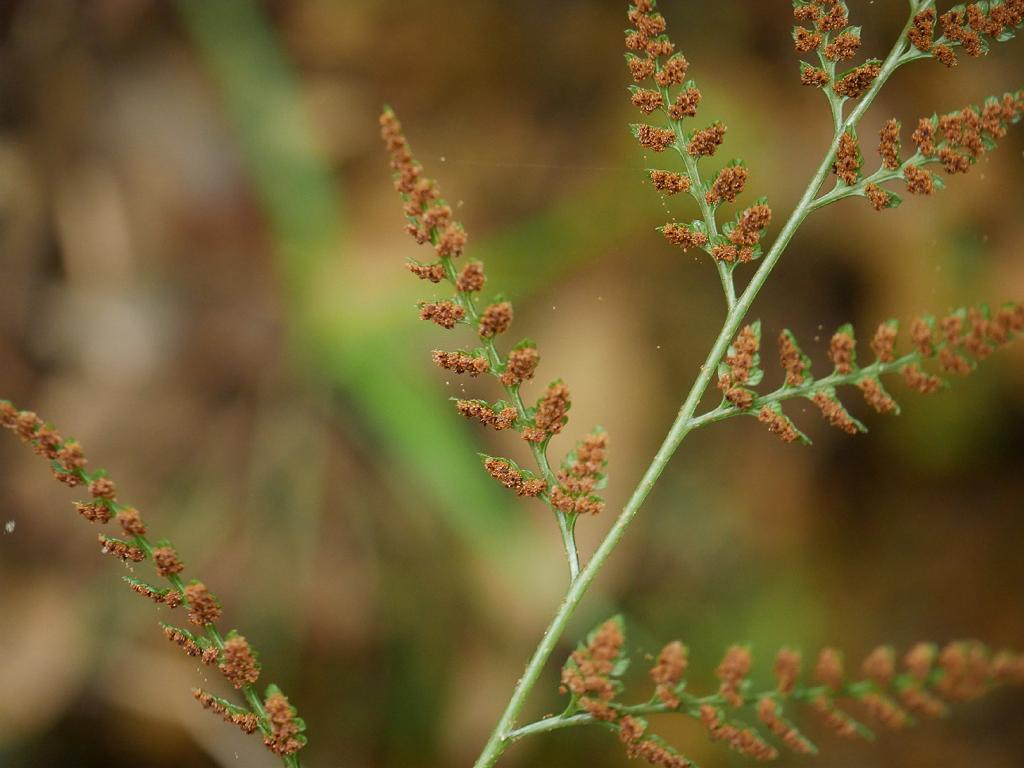
胞子葉の葉裏
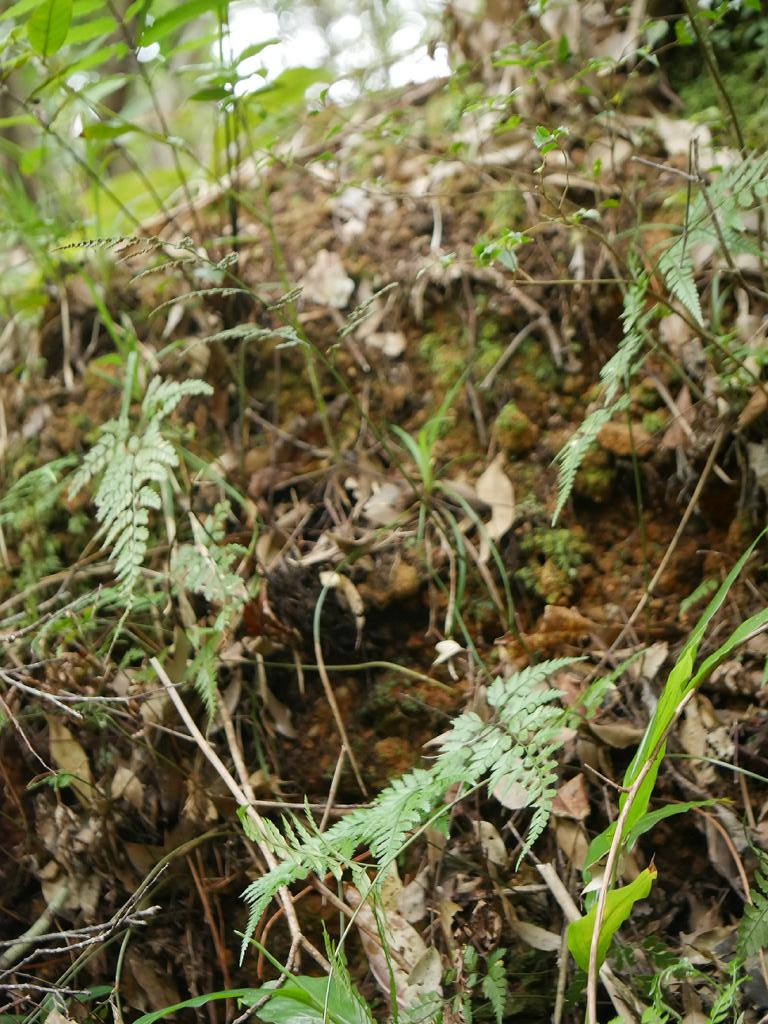
胞子葉と栄養葉の水準差を示す

## 類似種など
コバノカナワラビ A. sporadosora に似ており、これの胞子葉の葉身の幅が狭くなった形である。系統的にはこの種とハチジョウカナワラビ A. davalliiformis がもっとも近縁で、本種はこの2種ともっとも近縁であるとされている。
カナワラビ属の日本産の種はほとんどは胞子葉と栄養葉の2形性を示さず、本種以外で明瞭なのはホソバカナワラビ A. exilis くらいであるが､この種との類縁性はやや遠い。